# Lexington Band
Lexington Band (транскр.  Лексингтон бенд) поп је група из Београда, основана 2004. године; свој први албум је издала 2010. године, у сарадњи са издавачком кућом Сити рекордс. Певач Лексингтон бенда је Бојан Васковић.
Један су од најпопуларнијих поп бендова у Србији и региону. 17. јуна 2017. године на стадиону Ташмајдан одржали су концерт пред 13.000 људи. Највећи хитови Лексингтон бенда су: Добро да није веће зло, Мирис кармина, У срце ударај, Пришла, Потражи ме, Дођи ове ноћи, Годинама, Донеси, Тријезнили ме пријатељи, Ја те срећом частим, Љетне кише, Не постоји разлог, Нема шансе, Цвијеће, Како је, тако је...

## Дискографија

### Студијски албуми
- Како је, тако је (2010)
- Ма сретно (2012)
- Балканска правила (2014)
- Ноћ под звијездама (2017)
- Лавови (2024)

### Синглови
- 2011. Ма, сретно
- 2012. Добро да није веће зло
- 2013. Донеси
- 2014. Потражи ме
- 2015. Цвијеће
- 2015. Ти, невољо моја - дует са Илдом Шаулић
- 2016. Све је исто
- 2016. Летње кише
- 2016. Не постоји разлог
- 2016. Нема шансе
- 2022. Дугујем ти себе
- 2024. Топ прича - дует са Милошем Радовановићем
- 2024. Свирачи

## Фестивали
- 2006. Радијски фестивал - Не зови ме
- 2007. Радијски фестивал - Нисам ти ја друг
- 2010. Радијски фестивал - Бол је увек иста
- 2013. Радијски фестивал - Нина
- 2014. Пинк фестивал - Годинама